# 板谷栄司
板谷 栄司（いたや えいじ）は、元フジテレビジョン音楽番組演出家・チーフプロデューサー。美術制作局美術制作センター映像監督。
趣味は書道、ビックベイトルアー巨魚釣り、江戸はぜ釣り。

## 経歴
近畿大学附属高等学校、東京学芸大学教養学部芸術学科書道専攻を卒業、1993年フジテレビ入社。
映像企画部を経て95年制作部。数々の番組ディレクター、プロデューサー歴任。2015年5月13日週刊現代 史上初大調査 全て実名有名企業84社『我が社のセンターはこの人です!!』にフジテレビから選出。
2016年第2制作室企画担当部長となる。 2018年美術制作局統括担当部長、2019年第１回『フジテレビジュツ博』総合プロデューサー。2019年兼務フジアール イベント事業部ゼネラルプロデューサー。2021年『巨大映像で迫る五大絵師』展クリエイティブディレクター映像監督。2022年3月31日 株式会社フジテレビジョン早期退職。

## 過去の担当番組
レギュラー番組
- 僕らの音楽（2004年 - 2014年、演出）
- SMAP×SMAP （2001年 - 2014年、音楽ディレクター）
- HEY!HEY!HEY! MUSIC CHAMP（ 演出 ）
- MUSIC FAIR（ 演出・プロデュース ・チーフプロデューサー）
- Love music（チーフプロデューサー → 2017年 - 2018年は制作統括）
- 水曜歌謡祭（チーフプロデューサー、黒木彰一CP・三浦淳CPと共同で担当）
- VivaVivaV6（プロデューサー・演出）
- 登龍門F（音楽監修）
- EG-style（チーフプロデューサー・演出）
- MATSUぼっち（2016年 - 2018年、チーフプロデューサー）
- FACTORY（演出）

特別番組
- FNS歌謡祭（2002年 - 2011年・2014年総合演出 → 2015・2016年CP → 2017年制作統括）
- FNS歌謡祭 うたの夏まつり2011（演出）
- FNSうたの夏まつり（チーフプロデューサー）
- FNSうたの春まつり（チーフプロデューサー）
- サザンオールスターズ海の日ライブスペシャル!（2004年7月18日深夜、演出）
- ジャニーズカウントダウンライブ（2000・2001年、演出）
- 松任谷由実のオールナイトニッポンTV（2005年、演出）
- FNS27時間テレビ（2000年・2002年「SATURDAY NIGHT LIVE」演出）
- FNS27時間テレビ みんなのうた（2003年、「サザンオールスターズスペシャル・ライブin建長寺」演出）
- FNS27時間テレビ（2007・2008年「SMAP LIVE」演出）
- FNS27時間テレビ みんな なまか だっ! ウッキー!ハッピー!西遊記!（2007年、「CLUB天竺」演出）
- FNS27時間テレビフェスティバル!（2016年、中嶋優一、小仲正重と共にチーフプロデューサー）
- FNS音楽特別番組 上を向いて歩こう 〜うたでひとつになろう日本〜（2011年3月27日、総合演出）
- サタデー・ナイト・ライブ JPN 2011（第1・2回音楽演出）
- 超いきものバかりTV〜いきものがかり“ありがとう”のサプライズ〜（チーフプロデューサー）
- うれしたのし大好き2016年（チーフプロデューサー）
- 三宅裕司と春風亭昇太のサンキュー歌謡曲一座（2017年11月12日、2018年4月28日、制作統括）

## LIVE収録
- SMAP Live MIJ ライブ収録監督・DVDディレクター（2003年）
- ap bank fes ライブディレクター（2005年 - 2011年）
- 他ライブ収録多数

## 映画監督
- 第6回沖縄国際映画祭公式出品作品『LOVE SESSION』監督　2014年[1] 「作品賞」受賞（TVD部門最高賞）

## これまでのイベント・担当番組
イベント
- 第1回『フジテレビジュツ博』（2019年2月22日〜2月23日）総合プロデューサー
- 『巨大映像で迫る五大絵師 〜北斎・広重・宗達・光琳・若冲〜の世界』（東京開催 2021年7月16日〜9月19日 大手町三井ホール  アンバサダー 尾上松也）統括クリエイティブディレクター

その他
- ワイドナショー（2018年〜2022年）美術プロデューサー

- THE MANZAI（2018年 - 2022年）美術プロデューサー
- 明石家サンタの史上最大のクリスマスプレゼントショー（2018年）美術プロデューサー

## その他
- 慶応義塾大学フジテレビ寄附講座講師
- 日本放送連盟講師（2006年 - 2012年）